# Hector Waller

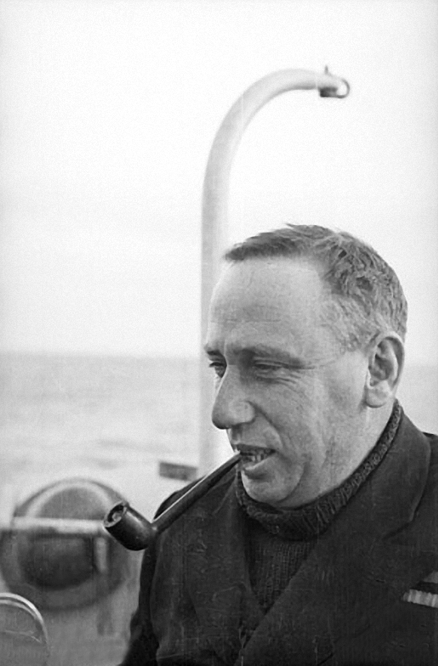
Hector Macdonald Laws Waller

Hector Macdonald Laws Waller (ur. 1900, zm. 1 marca 1942) – kapitan Royal Australian Navy (RAN), w czasie II wojny światowej dowódca lekkiego krążownika HMAS "Perth" na pokładzie którego zginął w czasie bitwy w Cieśninie Sundajskiej.
W 1914 wstąpił do Royal Australian Naval College, który ukończył z wyróżnieniem. W 1918 służył na pokładzie HMS "Agincourt", w 1923 został uhonorowany jako najlepszy oficer RAN. W 1934 otrzymał promocję do stopnia komandora porucznika, w latach 1934-1936 prowadził Royal Australian Naval College. Tuż przed wybuchem II wojny światowej został kapitanem niszczyciela HMAS "Stuart" oraz dowódcą grupy operacyjnej pięciu australijskich niszczycieli na Morzu Śródziemnym znaną jako "Scrap Iron Flotilla" (flota złomu).
W 1940 przejął dowództwo 10. Dywizjonu Niszczycieli na Morzu Śródziemnym, we wrześniu tego roku otrzymał Distinguished Service Order.
W październiku 1941 objął dowództwo HMAS "Perth", zginął na jego pokładzie 1 marca 1942.
Jego imieniem nazwany został okręt podwodny HMAS "Waller".